# 布拉格小城

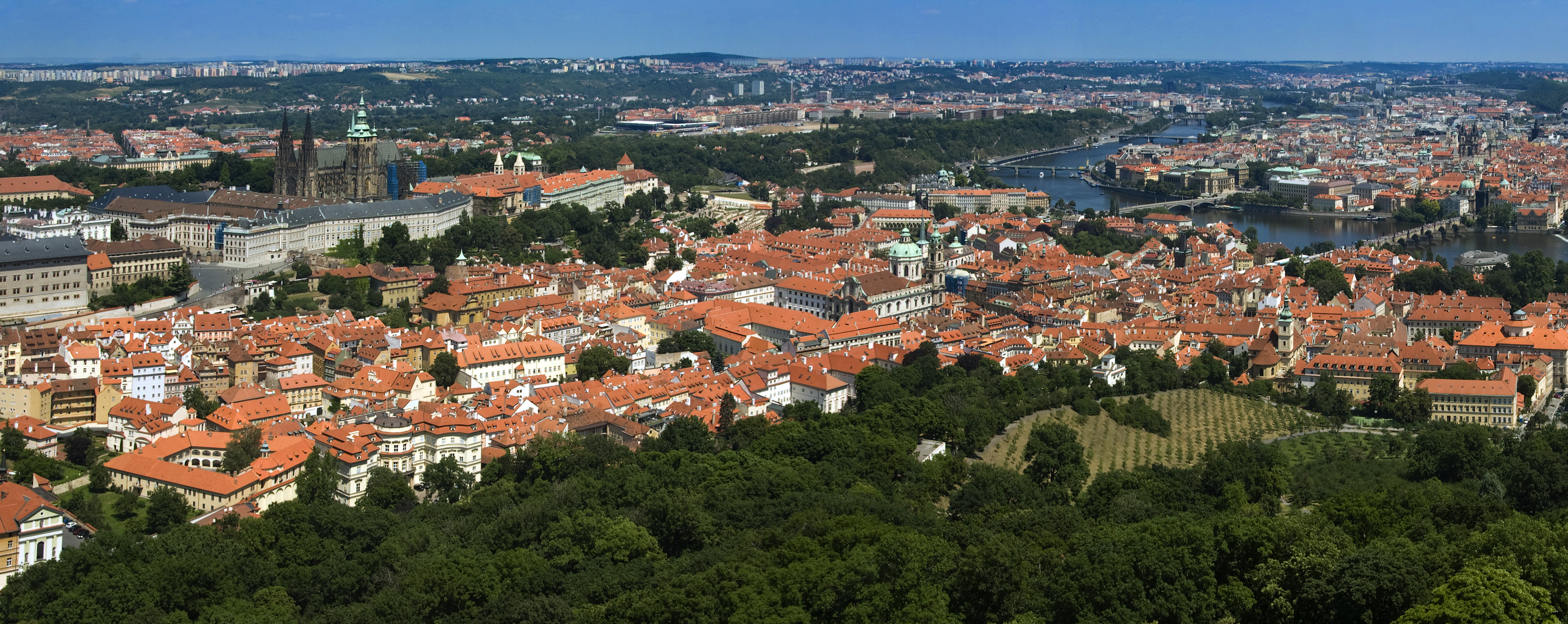
小城和托马斯教堂

布拉格小城（旧称Menší město pražské; 德语：Kleinseite）是捷克首都布拉格一个古老的城区。其名称来源于所在的位置是伏尔塔瓦河左岸（西岸），紧临布拉格城堡下方的山坡，正对着右岸的大城，两者之间以查理大桥相连。在中世纪，此處是德国人占多数的城区，拥有大量贵族宫殿，而右岸以捷克人为主，商人较多。
自从1541年大火以后，布拉格小城的建筑主要为巴洛克建筑，著名的布拉格圣婴雕像就位于布拉格小城的胜利之堂，吸引了数百万罗马天主教信徒来到布拉格小城。著名的捷克小说家扬·聂鲁达在布拉格小城出生、居住和写作；聂鲁达街就是以他命名，佩特任瞭望塔也位于布拉格小城。

## 历史

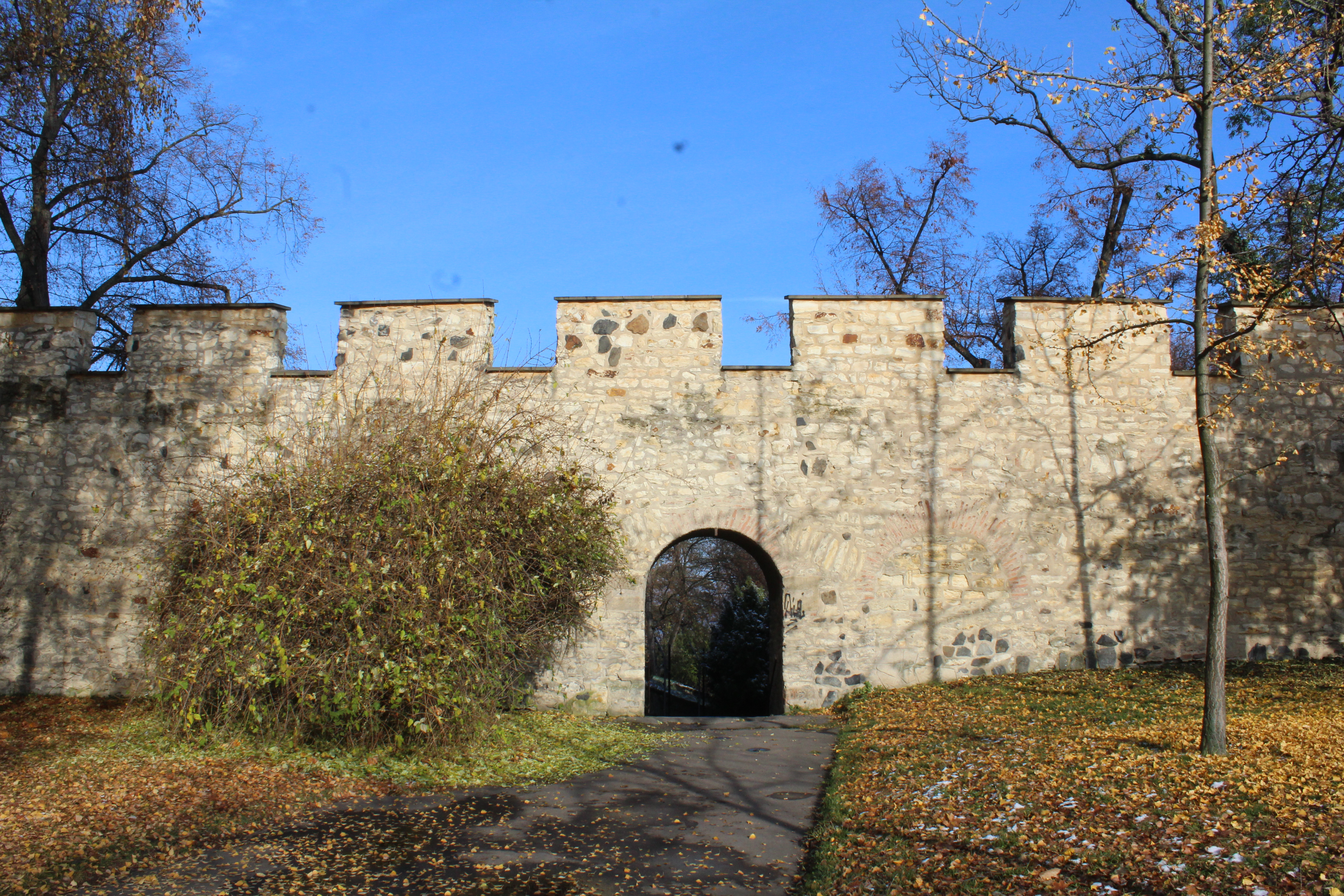
饥饿墙
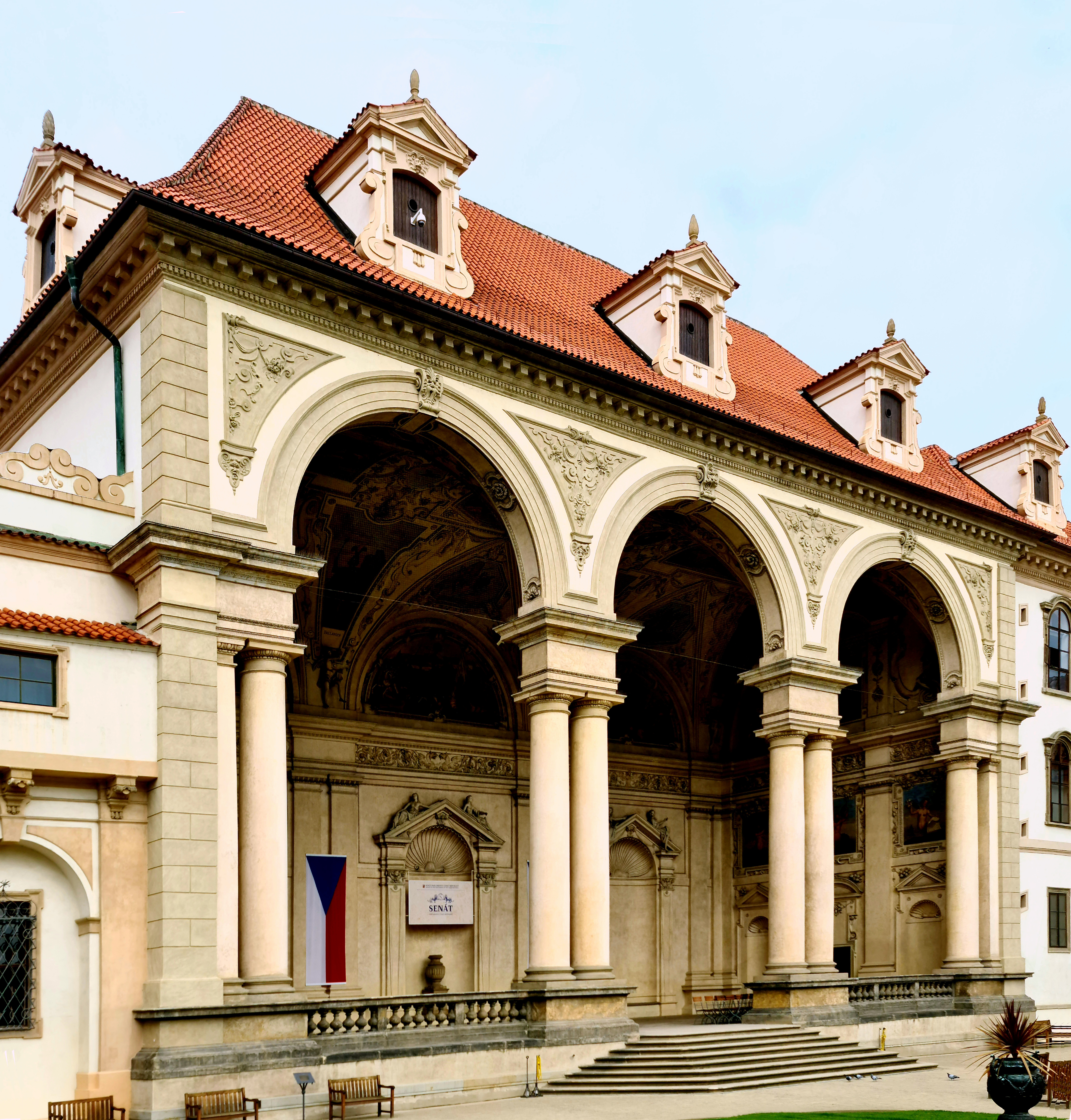
华伦斯坦宫
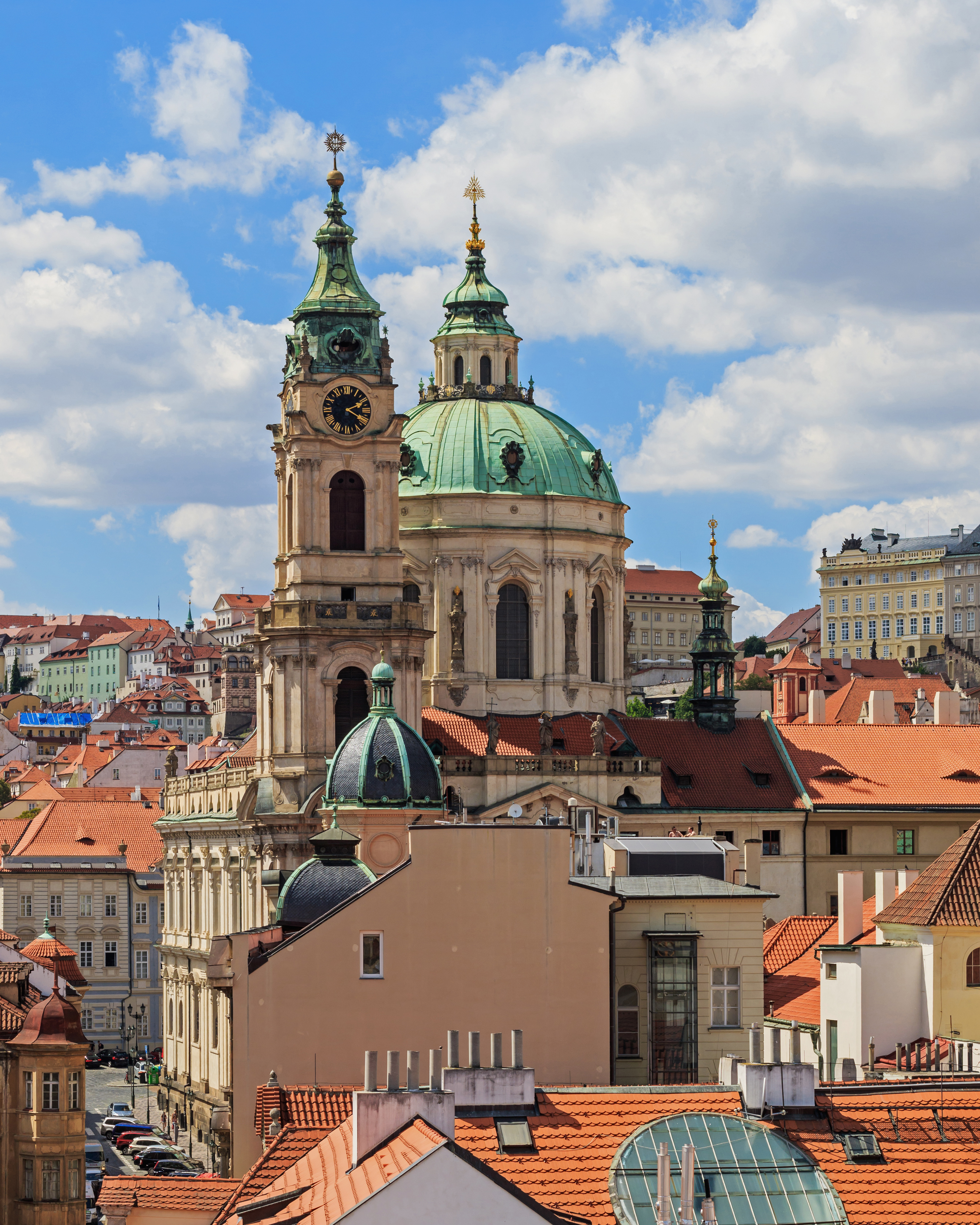
小城广场的圣尼古拉教堂
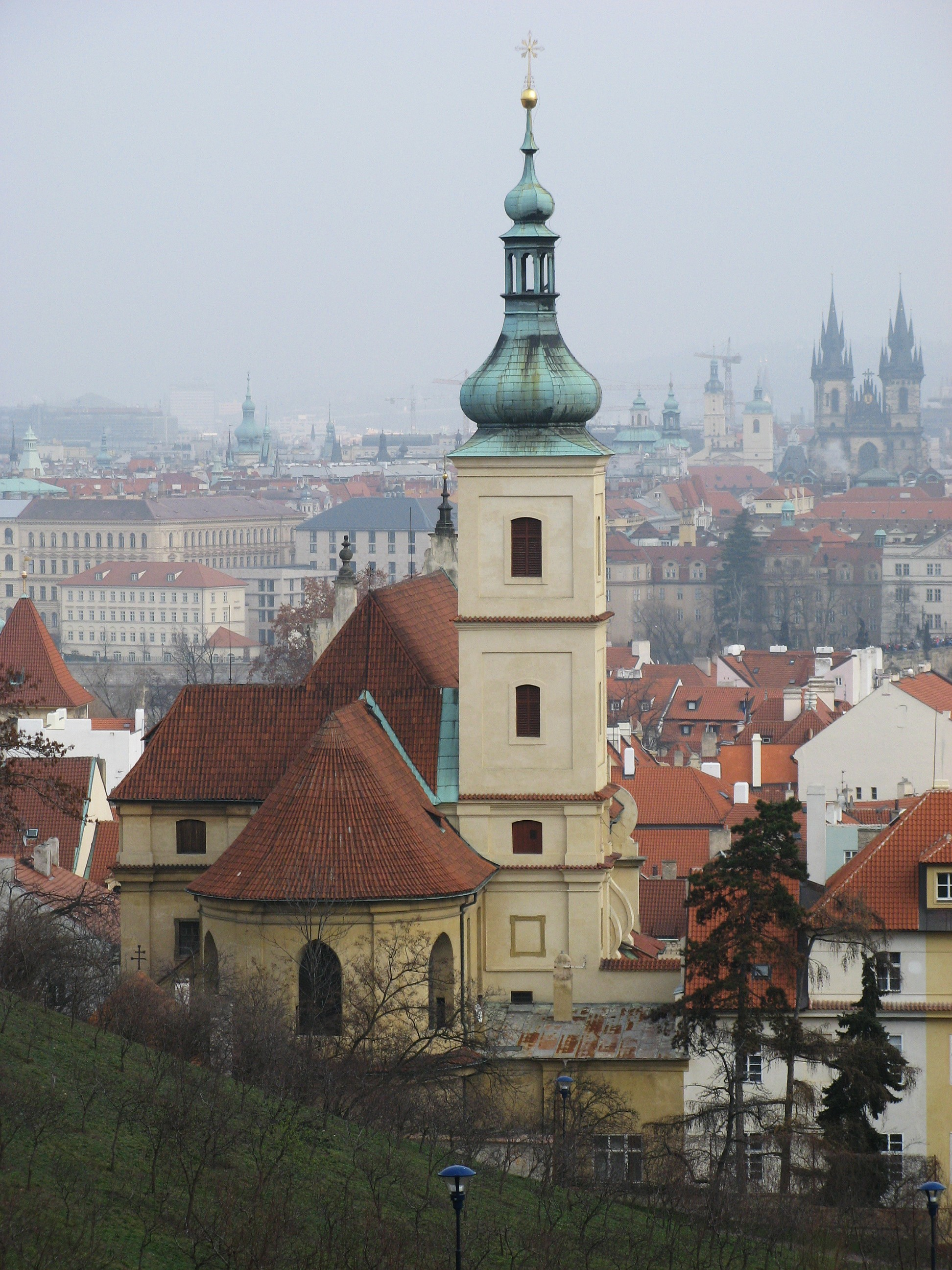
胜利之堂拥有布拉格圣婴雕像

布拉格城堡建造时，城堡下方可能就形成了郊区，即外城。这座外城在9世纪上半叶或中期由木土结构和护城河加固。几年前，在如今的莫斯特卡街（Mostecká Street）出土了一块23米宽的长期使用的建筑残骸，可能与长途贸易有关。它似乎是公共广场或道路的反复修缮和加固的基座，通往如今查理大桥北侧的一座木桥。二次使用的冷杉木材可追溯到框架或室式建筑的后期阶段。根据树木年轮学分析，这些木材分别在828年、830年和843年被砍伐，推测源自原始建筑。该建筑于894年进行了第二次修缮，927年进行了第四次修缮，942年进行了第五次修缮。 
公元960年代，犹太裔阿拉伯商人易卜拉欣·伊本·雅库布（Ibrahim ibn Yaqub）造访了这个国际贸易中心。这座国际贸易中心在小城已经存在了一个多世纪。甚至在那之前，它就已成为从伏尔加河地区到科尔多瓦的洲际贸易路线上的重要一站，主要向伊斯兰世界供应大量奴隶。 
国王普热米斯尔·奥塔卡二世于1257年驱逐了当地居民，安置了北德殖民者，并在皇家勘察官皮特罗夫的帮助下，创建了（第一个）新城（Nova civitas sub castro Pragensi），并授予马格德堡城市宪章。早在14世纪，该城就被称为小布拉格城（Civitas Minor Pragensis）；小城（Malá Strana）这个名称至今仍沿用。1283年，如今圣尼古拉斯教堂的哥特式前身在广场中心建成，将集市广场一分为二。 
1257年，布拉格小城出现，系将布拉格城堡下的几个居民点合并成一个行政单位。这是在普热米斯尔·奥托卡二世统治时期。新建的城镇获得准许成为皇家城镇。居民主要是由国王邀请来的德国工匠。尽管这是座皇家城市，但是国王并没有完全掌握这座城市。到该世纪中叶，该城更名为小城。 
在1419/1420年的胡斯战争期间，这座城市遭受了严重的破坏，几乎不复存在。1503年和1541年，城市及其城堡再次遭受火灾（1541年的布拉格大火）。火灾的残骸被用来加固坎帕岛（Kampa Island）。然而，这也为整个小城区文艺复兴风格的贵族宫殿的兴建创造了空间。1648年7月26日，汉斯·克里斯托弗·冯·柯尼希斯马克将军率领的瑞典军队在布拉格围城战（1648年）期间攻占了小城区，导致布拉格的艺术品被盗。在三十年战争期间及之后，许多现存的宫殿和几乎所有的教堂都被改建为巴洛克风格或新建。 
- 小城中心的市场，今天称为“小城广场”，最初，这个市场被圣尼古拉教堂分为上下两部分。
- 如同整个布拉格，在小區也能看到查理四世开发的痕迹。其中包括存留至今的所谓“饥饿墙”。
- 1541年，这座最好的查理之城被大火和毁灭性的战争所毁坏。小區大部分被毁灭。
- 小區规模最庞大、最令人难忘的巴洛克时期建筑，是阿尔布雷赫特·冯·华伦斯坦的府邸华伦斯坦宫。他是皇帝斐迪南二世的元帅。根据他的命令，在空地上建造了26座新的住房。庞大的宫殿建筑群有5个庭院和1个法国花园。
- 教堂是小区最常见，最有趣的事物。其中最杰出的一座是圣尼古拉教堂。这是 Christoph 和Kilian Dizenhoffer父子的杰作。教堂内最好的绘画是圣尼古拉像，他是儿童、海员和wayfollowers的主保圣人。这幅画安放在教堂的圆顶。它描绘圣三一像。

## 书目
Prague, the wayguide. By ARTFOTO printing house, 俄文版
50°05′17″N 14°24′14″E / 50.08806°N 14.40389°E
1. ↑  , 2025-05-04  [2025-07-14] （德语）
2. ↑  , 2025-06-26  [2025-07-14] （德语）